# オトナのしおり とじて、ひらいて
『オトナのしおり とじて、ひらいて』は、加藤義一監督の日本映画。

## 概要
2020年7月3日公開。神咲詩織はAV女優引退後初主演映画となる。文芸同人をテーマにしたピンク映画。R-18作品。

## ストーリー
年に2回の文芸サークルイベントで同人誌を発表する章子。今度はボーイズラブものに挑戦しようと意気込むが、サークル仲間を巻き込んだ予期せぬ恋のトラブルに巻き込まれていく。

## 登場人物
叶章子
演 ‐ 神咲詩織
不動産会社「藤山不動産」事務員。仕事を早く切り上げ、小説を執筆するのが日々の楽しみ。サークルイベントに間に合わせるため執筆に専念しようとするが、過去のトラウマからうまくいかない。
水島来夢
演 ‐ 細川佳央
章子の生活周りの世話をしつつ、片思いをしている文芸サークル仲間。
高子
演 ‐ 雪乃凛央
離婚歴のある国語教師。藤山の初婚の相手。
- 大原りま　漫画家と心霊研究科志望の女の子。天然さで周囲を振り回す。

- 折笠慎也　章子の先輩。他人の気持ちは二の次の軽い性格で章子にも告白する。

藤山
演 ‐ 竹本泰志
不動産会社社長。元教師。実家を継ぐために教師を辞めた。

## スタッフ
- 監督：加藤義一
- 脚本：筆鬼一
- 撮影監督：創優和
- 編集：有馬潜
- 助監督：小関裕次郎
- スチール：本田あきら
- 音楽：友愛学園音楽部
- 録音：小林徹哉
- 整音：Bias Technologist
- 撮影助手：赤羽一真[3]
- 演出部応援：小関裕次郎[3]
- 撮影部応援：酒村多緒[3]
- 協力：広瀬寛巳、鎌田一利[3]
- 仕上げ：東映ラボ・テック
- 制作：加藤映像工房
- 配給・提供：オーピー映画